# Золотий м'яч ФІФА 2011
«Золотий м'яч ФІФА»

Церемонія 9 січня 2012
Найкращий футболіст світу: 
 Ліонель Мессі
 (втретє)

← 2010 • Золотий м'яч • 2012 →
Золотий м'яч ФІФА 2011 — друга церемонія нагородження найкращих футболістів та тренерів світу, що відбулася 9 січня 2012 року. Нагородження проходило в 8 номінаціях: найкращий футболіст та футболістка року, найкращий тренер чоловічих та жіночих команд, найкращий гол року, нагорода президента ФІФА, нагорода Фейр-плей та символічна збірна року.

## Найкращий футболіст світу
Це було 56-те вручення нагороди найкращому футболістові в історії для «Франс Футбол» та 21-те — для ФІФА. У попередні роки французький журнал проводив опитування серед журналістів, а ФІФА — тренерів і капітанів національних збірних світу. З 2010 році ці три опитування об'єднали в одне, причому кількість журналістів уже ніхто не обмежував. В голосуванні могли брати участь представники усіх країн, що є членами ФІФА.
Перед проведенням опитування організаторами був складений попередній список з 23 претендентів на нагороду.
Кожен із членів журі обирав трьох футболістів, які, на його думку, є найкращими гравцями світу. За перше місце нараховували 5 очок, за друге — три, за третє — одне очко.
Володарем нагороди втретє поспіль став 24-річний аргентинський нападник клубу «Барселона» Ліонель Мессі.
Це третій із восьми «Золотих м'ячів» отриманих Ліонелем Мессі. Він також став другим футболістом, після Мішеля Платіні, який тричі поспіль виграв це трофей.
| Місце | Футболіст            | Клуб                    | Країна     | Всього голосів (%) | Голоси тренерів | Голоси капітанів | Голоси преси |
| ----- | -------------------- | ----------------------- | ---------- | ------------------ | --------------- | ---------------- | ------------ |
| 1     | Ліонель Мессі        | Барселона               | Аргентина  | 47,88 %            | 16,03 %         | 14,45 %          | 17,40 %      |
| 2     | Кріштіану Роналду    | Реал Мадрид             | Португалія | 21,60 %            | 6,84 %          | 7,46 %           | 7,31 %       |
| 3     | Хаві Ернандес        | Барселона               | Іспанія    | 9,23 %             | 3,02 %          | 3,46 %           | 2,75 %       |
| 4     | Андрес Іньєста       | Барселона               | Іспанія    | 6,01 %             | 2,07 %          | 2,74 %           | 1,21 %       |
| 5     | Вейн Руні            | Манчестер Юнайтед       | Англія     | 2,31 %             | 0,90 %          | 0,58 %           | 0,83 %       |
| 6     | Луїс Суарес          | Аякс Ліверпуль          | Уругвай    | 1,48 %             | 0,31 %          | 0,22 %           | 0,95 %       |
| 7     | Дієго Форлан         | Атлетіко Інтер          | Уругвай    | 1,43 %             | 0,64 %          | 0,17 %           | 0,62 %       |
| 8     | Самюель Ето'о        | Інтер Анжи              | Камерун    | 1,34 %             | 0,57 %          | 0,61 %           | 0,17 %       |
| 9     | Ікер Касільяс        | Реал Мадрид             | Іспанія    | 1,29 %             | 0,50 %          | 0,61 %           | 0,19 %       |
| 10    | Неймар               | Сантус                  | Бразилія   | 1,12 %             | 0,21 %          | 0,22 %           | 0,69 %       |
|       |                      |                         |            |                    |                 |                  |              |
| 11    | Месут Озіль          | Реал Мадрид             | Німеччина  | 0,76 %             | 0,45 %          | 0,24 %           | 0,07 %       |
| 12    | Веслі Снейдер        | Інтер                   | Нідерланди | 0,72 %             | 0,33 %          | 0,36 %           | 0,02 %       |
| 13    | Томас Мюллер         | Баварія                 | Німеччина  | 0,64 %             | 0,43 %          | 0,19 %           | 0,02 %       |
| 14    | Давід Вілья          | Барселона               | Іспанія    | 0,53 %             | 0,05 %          | 0,17 %           | 0,31 %       |
| 15    | Бастіан Швайнштайгер | Баварія                 | Німеччина  | 0,50 %             | 0,33 %          | 0,17 %           | -            |
| 16    | Хабі Алонсо          | Реал Мадрид             | Іспанія    | 0,48 %             | 0,09 %          | 0,31 %           | 0,07 %       |
| 17    | Серхіо Агуеро        | Атлетіко Манчестер Сіті | Аргентина  | 0,48 %             | 0,07 %          | 0,24 %           | 0,17 %       |
| 18    | Ерік Абідаль         | Барселона               | Франція    | 0,36 %             | 0,09 %          | 0,12 %           | 0,14 %       |
| 19    | Дані Алвес           | Барселона               | Бразилія   | 0,34 %             | -               | 0,27 %           | 0,07 %       |
| 20    | Карім Бензема        | Реал Мадрид             | Франція    | 0,34 %             | 0,12 %          | 0,05 %           | 0,17 %       |
| 21    | Сеск Фабрегас        | Арсенал Барселона       | Іспанія    | 0,29 %             | -               | 0,27 %           | 0,02 %       |
| 22    | Нані                 | Манчестер Юнайтед       | Португалія | 0,26 %             | 0,09 %          | 0,07 %           | 0,09 %       |
| 23    | Жерард Піке          | Барселона               | Іспанія    | 0,22 %             | 0,09 %          | 0,07 %           | 0,05 %       |

### Цікаві факти
- Розподіл по амплуа серед 23 футболістів згаданих в анкетах наступний: 1 воротар, 3 захисники, 8 півзахисників та 11 нападників.
- З 23 гравців згаданих в анкетах 16 представляли Європу, 6 — Південну Америку, 1 — Африку.
- Ліонель Мессі став четвертим, після Йогана Кройфа, Мішеля Платіні та Марко ван Бастен, триразовим володарем нагороди «Золотий м'яч».
- Ліонель Мессі п'ятий рік поспіль потрапляє у трійку найкращих за підсумками опитувань. Аргентинець наздогнав лідерів за кількістю призових місць Мішеля Платіні та Франца Бекенбауера — в усіх по 5 подіумів.
- Хаві Ернандес третій рік поспіль посідає 3-тє місце за підсумками опитувань.
- Ліонель Мессі завоював третій трофей для Аргентини. Лідерами за кількістю трофеїв залишалися Німеччина та Нідерланди — по 7, у Франції було 6 нагород, Італії, Англії та Бразилії — по 5, в Іспанії, Португалії, СРСР та Аргентини — було по 3 нагороди.
- 23 згаданих в анкетах футболістів представляли 10 країн, зокрема: Іспанію — 7, Німеччину — 3, Бразилію, Аргентину, Португалію, Уругвай та Францію — по 2, Нідерланди, Англію та Камерун — по 1 гравцю.
- 26 років поспіль в заліку опитувань відсутні представники Угорщини, які до того були постійними учасниками опитувань. Також протягом 24 років поспіль відсутні представники Шотландії, по 17 — Бельгії та Австрії, 13 — Хорватії.
- Втретє поспіль в заліку опитувань не було представників Італії. До цього італійські гравці згадувалися в анкетах респондентів протягом 23 років поспіль.
- Усього за 56 років вручення нагороди найчастіше згадувалися в анкетах хоча б одного разу футболісти Німеччини — у 52 опитуваннях, футболісти Італії згадувалися у 51 опитуванні, Англії та Франції — у 50, Іспанії — у 49, Нідерландів — у 39, Португалії — у 38, Швеції — у 34, Югославії — у 30, СРСР — у 29, Данії та Бельгії — у 24, Шотландії та Болгарії — у 23, Угорщини — у 20 опитуваннях.
- Німецькі футболісти найчастіше потрапляли в загальний залік опитувань — 181 раз, італійські — 169, англійські — 139, французькі — 124, іспанські — 111, нідерландські — 95, радянські — 66, португальські — 64, бразильські — 57, угорські та шведські — по 50, югославські — 46, данські — 44 рази.
- Вп'ятнадцяте лауреатом трофея став представник іспанської першості. Лідером за цим показником залишався італійський чемпіонат — 18 трофеїв, в іспанської першості було 15 трофеїв, у німецької — 9, англійської — 6 трофеїв.
- Вдев'яте лауреатом опитування став футболіст «Барселони». До Ліонеля Мессі (тричі), це також вдавалося Луїсу Суаресу (1960), Йогану Кройфу (1973, 1974), Христо Стоїчкову (1994), Рівалдо (1999) та Роналдінью (2005).
- «Барселона» вийшла в лідери за кількістю «Золотих м'ячів» — 9 трофеїв. У «Мілана» та «Ювентуса» було по 8 трофеїв. 6 нагород було у мадридського «Реала», 5 — у «Баварії», 4 — у «Манчестер Юнайтед».
- Всього в анкетах були згадані гравці з 9 клубів, зокрема: «Барселони» — 8, мадридського «Реала» — 5, «Інтернаціонале», «Баварії» та «Манчестер Юнайтед» — по 2, «Ліверпуля», «Анжи», «Манчестер Сіті» та «Сантуса» — по 1 футболісту.
- 9 клубів — це другий найменший показник в історії опитувань. Меншу кількість клубів було зафіксовано у 2010 році — 8.
- «Барселона» перевершила рекорд року для однієї команди — 8 футболістів. Раніше найбільшу кількість гравців (по 7) серед номінантів мали «Мілан» (1995) та «Манчестер Юнайтед» (1999).
- Всього за 56 років проведення опитувань в анкетах загалом були згадані 680 футболістів зі 194 клубів. Футболісти «Ювентуса» та мадридського «Реала» були згадані хоча б одного разу у 44 опитуваннях, «Барселони» — у 42, «Інтернаціонале» та «Манчестер Юнайтед» — у 39, «Мілана» та «Баварії» — у 38, «Ліверпуля» — у 24, «Аякса» — у 21, «Фіорентіни», «Арсенала» та «Тоттенгем Готспур» — у 19, «Кельна» — у 17, «Олімпік» (Марсель) — у 16, «Роми», «Црвени Звезди» та «Бенфіки» — у 15, празької «Дукли», «Гамбурга» та київського «Динамо» — у 14 опитуваннях.
- Лідером за кількістю футболістів, які фігурували за історію опитувань щотижневика «Франс Футбол» був мадридський «Реал» — 45 гравців, «Барселону» представляли 43 гравці, «Ювентус» — 40, «Мілан» та «Манчестер Юнайтед» — по 35, «Інтернаціонале» — 29, «Баварію» — 25, «Ліверпуль» — 22, «Аякс» — 21, «Арсенал» — 16, «Лаціо» — 14, «Кельн», марсельський «Олімпік» та «Челсі» — по 13, київське «Динамо» — 12, «Бенфіку» — 11 футболістів.
- Вперше в опитуваннях були згадані футболісти 2 клубів — «Анжи» та «Сантуса». Загальна кількість клубів чиї представники потрапляли в загальний залік опитувань досягла 194.
- Вперше в анкетах респондентів були згадані 6 футболістів, зокрема: Луїс Суарес, Неймар, Ерік Абідаль, Нані, Жерард Піке та майбутній володар нагороди Карім Бензема.
- Загалом 680 згаданих в анкетах гравців за історію проведення опитувань представляли 52 країни. Лідерами за кількістю таких футболістів були Німеччина — 62, Італія — 58 та Англія — 55 гравців. У десятку лідерів також входили Франція — 51, Іспанія — 49, Нідерланди — 38, СРСР — 29, Югославія — 25, Португалія — 24, Швеція та Бразилія — по 23 гравці.
- Рекордсменами за кількістю потраплянь у заліки опитувань залишалися Франц Бекенбауер та Йоган Кройф — в обох по 12, у Еусебіу, Мішеля Платіні, Зінедіна Зідана та Паоло Мальдіні було по 11, у Льва Яшина, Джанні Рівери, Герда Мюллера та Мікаеля Лаудрупа  — по 10, у Боббі Чарлтона, Сандро Маццоли та Тьєррі Анрі — було по 9 потраплянь. Серед цьогорічних номінантів найбільше потраплянь було у Кріштіану Роналду та Самуеля Ето'о — по 8 разів.
- Ліонель Мессі вп'яте потрапив у п'ятірку найкращих за підсумками опитувань. Лідером за кількістю потраплянь у чільну п'ятірку залишався Франц Бекенбауер — 10 разів, далі розташовувалися Мішель Платіні — 8, Йоган Кройф — 7, Еусебіу та Зінедін Зідан — по 6, а також Карл-Гайнц Румменігге, Луїс Суарес, Андрій Шевченко, Тьєррі Анрі та Ліонель Мессі — по 5 разів. У Кріштіану Роналду та Хаві було по 4 потрапляння.
- Франц Бекенбауер також залишався лідером за кількістю потраплянь у 10-ку найкращих — 11 разів, за ним розташовувалися Мішель Платіні та Йоган Кройф — по 9, Еусебіу, Джанні Рівера та Герд Мюллер — по 8, Боббі Чарлтон, Карл-Гайнц Румменігге, Зінедін Зідан та Тьєррі Анрі — по 7 разів. Ліонель Мессі та Кріштіану Роналду по 5 разів потрапляли у підсумкову десятку.

## Найкращий гол року (Премія Пушкаша)

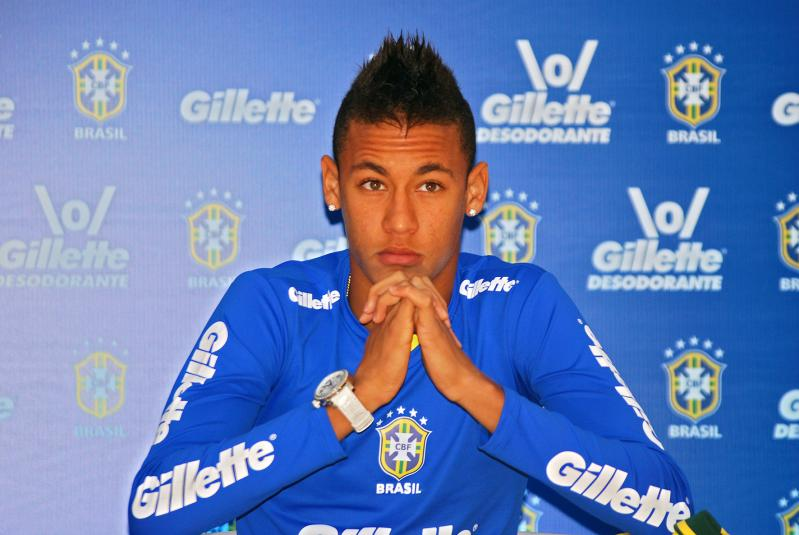
Неймар — нагорода за найкращий гол 2011 року

## Найкращий тренер світу[2]
| Місце | Тренер         | Країна     | Клуб              | Всього голосів (%) | Голоси тренерів | Голоси капітанів | Голоси преси |
| ----- | -------------- | ---------- | ----------------- | ------------------ | --------------- | ---------------- | ------------ |
| 1     | Пеп Гвардіола  | Іспанія    | Барселона         | 41,92 %            | 13,29 %         | 12,89 %          | 15,74 %      |
| 2     | Алекс Фергюсон | Шотландія  | Манчестер Юнайтед | 15,61 %            | 5,08 %          | 5,41 %           | 5,13 %       |
| 3     | Жозе Моурінью  | Португалія | Реал              | 12,43 %            | 4,07 %          | 6,11 %           | 2,26 %       |

## Найкраща футболістка світу

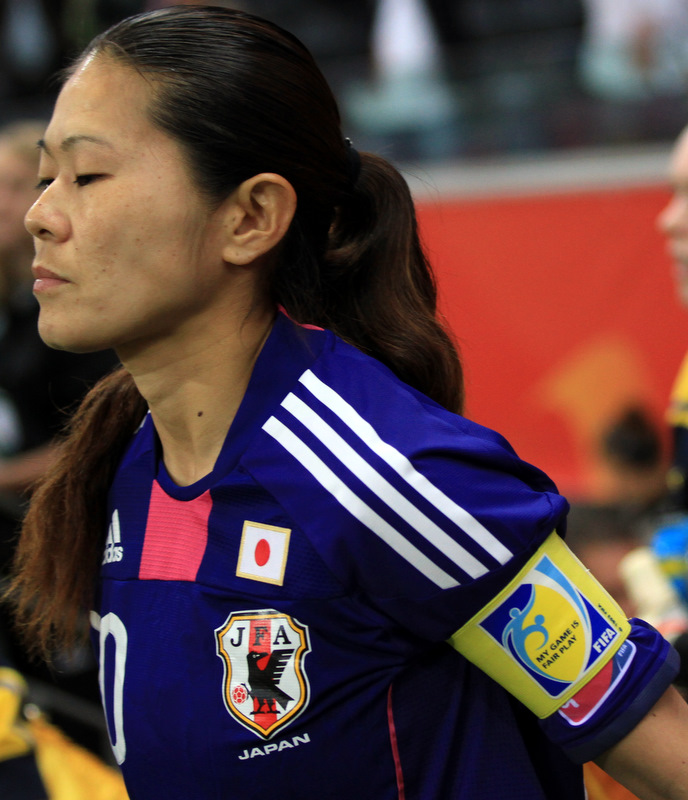
Хомаре Сава найкраща футболістка світу 2011 року

| Місце | Футболістка | Країна   | Клуб                  | Всього голосів (%) | Голоси тренерів | Голоси капітанів | Голоси преси |
| ----- | ----------- | -------- | --------------------- | ------------------ | --------------- | ---------------- | ------------ |
| 1     | Хомаре Сава | Японія   | ІНАК Леонесса         | 28,51 %            | 8,83 %          | 7,94 %           | 11,74 %      |
| 2     | Марта       | Бразилія | Вестерн Нью-Йорк Флеш | 17,28 %            | 5,99 %          | 5,87 %           | 5,42 %       |
| 3     | Еббі Вамбах | США      | Меджік Джек (ВПС)     | 13,26 %            | 4,69 %          | 4,41 %           | 4,16 %       |

## Найкращий жіночий тренер світу
| Місце | Тренер        | Країна  | Клуб/Збірна | Всього голосів (%) | Голоси тренерів | Голоси капітанів | Голоси преси |
| ----- | ------------- | ------- | ----------- | ------------------ | --------------- | ---------------- | ------------ |
| 1     | Норіо Сасакі  | Японія  | Японія      | 45,57 %            | 15,47 %         | 14,29 %          | 15,81 %      |
| 2     | Піа Санджейдж | Швеція  | Швеція      | 15,83 %            | 4,36 %          | 5,69 %           | 5,78 %       |
| 3     | Бруно Біні    | Франція | Франція     | 10,28 %            | 4,16 %          | 2,60 %           | 3,52 %       |

## Символічна збірна світу ФІФА
| Футболіст         | Країна     | Клуб              |
| ----------------- | ---------- | ----------------- |
| Ікер Касільяс     | Іспанія    | Реал Мадрид       |
| Дані Алвес        | Бразилія   | Барселона         |
| Жерард Піке       | Іспанія    | Барселона         |
| Серхіо Рамос      | Іспанія    | Реал Мадрид       |
| Неманя Видич      | Сербія     | Манчестер Юнайтед |
| Андрес Іньєста    | Іспанія    | Барселона         |
| Хабі Алонсо       | Іспанія    | Реал Мадрид       |
| Хаві Ернандес     | Іспанія    | Барселона         |
| Ліонель Мессі     | Аргентина  | Барселона         |
| Кріштіану Роналду | Португалія | Реал Мадрид       |
| Вейн Руні         | Англія     | Манчестер Юнайтед |

## Найкращий гол року (Премія Пушкаша)[3]
| Місце | Гравець       | Країна    | Клуб              | Суперник       | Рахунок | Турнір              | % голосів |
| ----- | ------------- | --------- | ----------------- | -------------- | ------- | ------------------- | --------- |
| 1     | Неймар        | Бразилія  | Сантус            | Фламенгу       | 5:3     | Чемпіонат Бразилії  | 17,68     |
| 2     | Вейн Руні     | Англія    | Манчестер Юнайтед | Манчестер Сіті | 2:1     | Чемпіонат Англії    | 15,64     |
| 3     | Ліонель Мессі | Аргентина | Барселона         | Арсенал        | 3:1     | Ліга чемпіонів УЄФА | 13,39     |

## Премія президента ФІФА

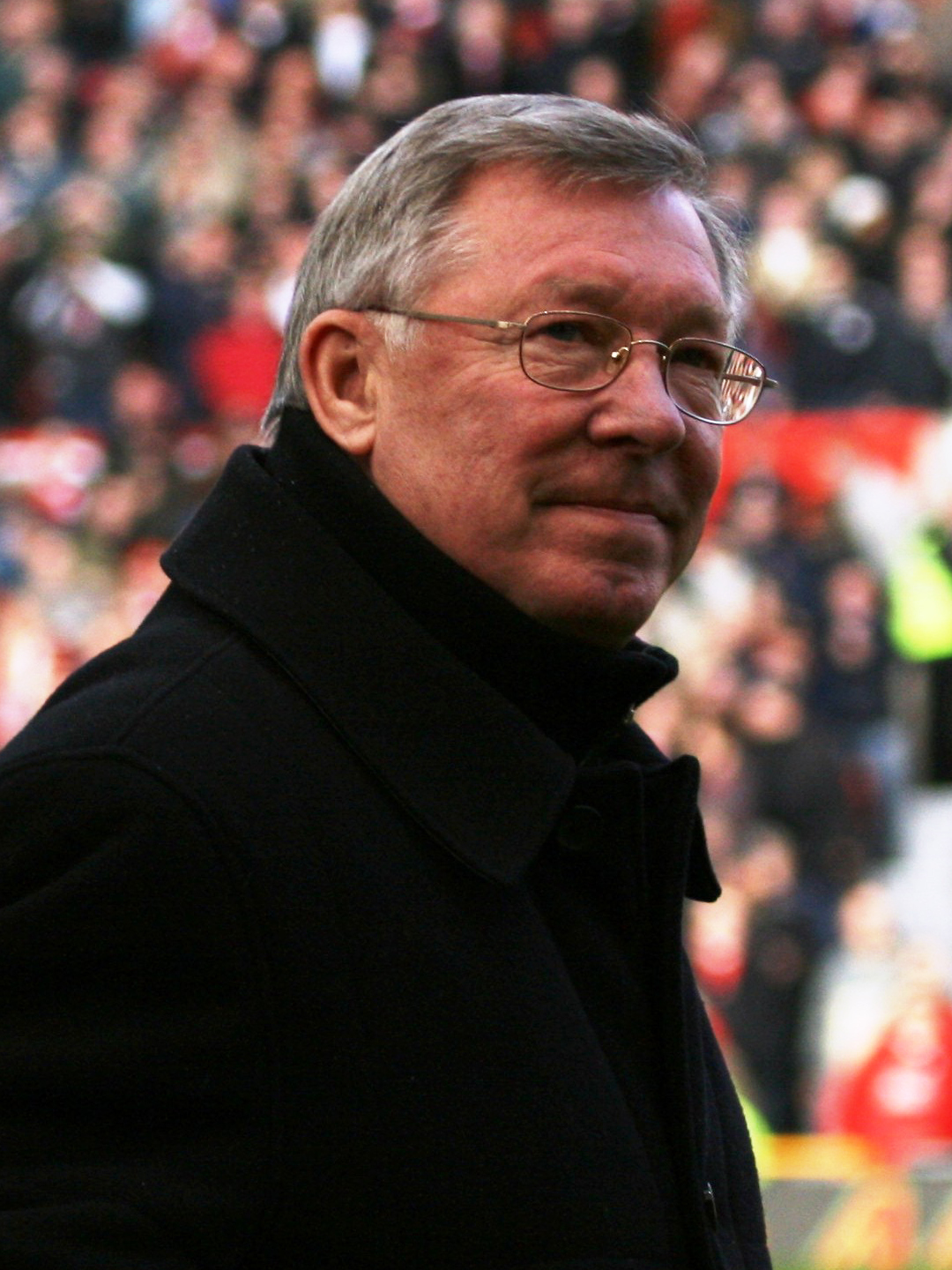
Алекс Фергюсон володар нагороди президента ФІФА 2011 року

Це почесна нагорода присуджується ФІФА з 2001 року для тих осіб чи організацій, які вносять значний вклад в футбол.
- Алекс Фергюсон[4] Манчестер Юнайтед

## НагородаФейр-плей
Футбольна асоціація Японії